# Топонимия Томской области

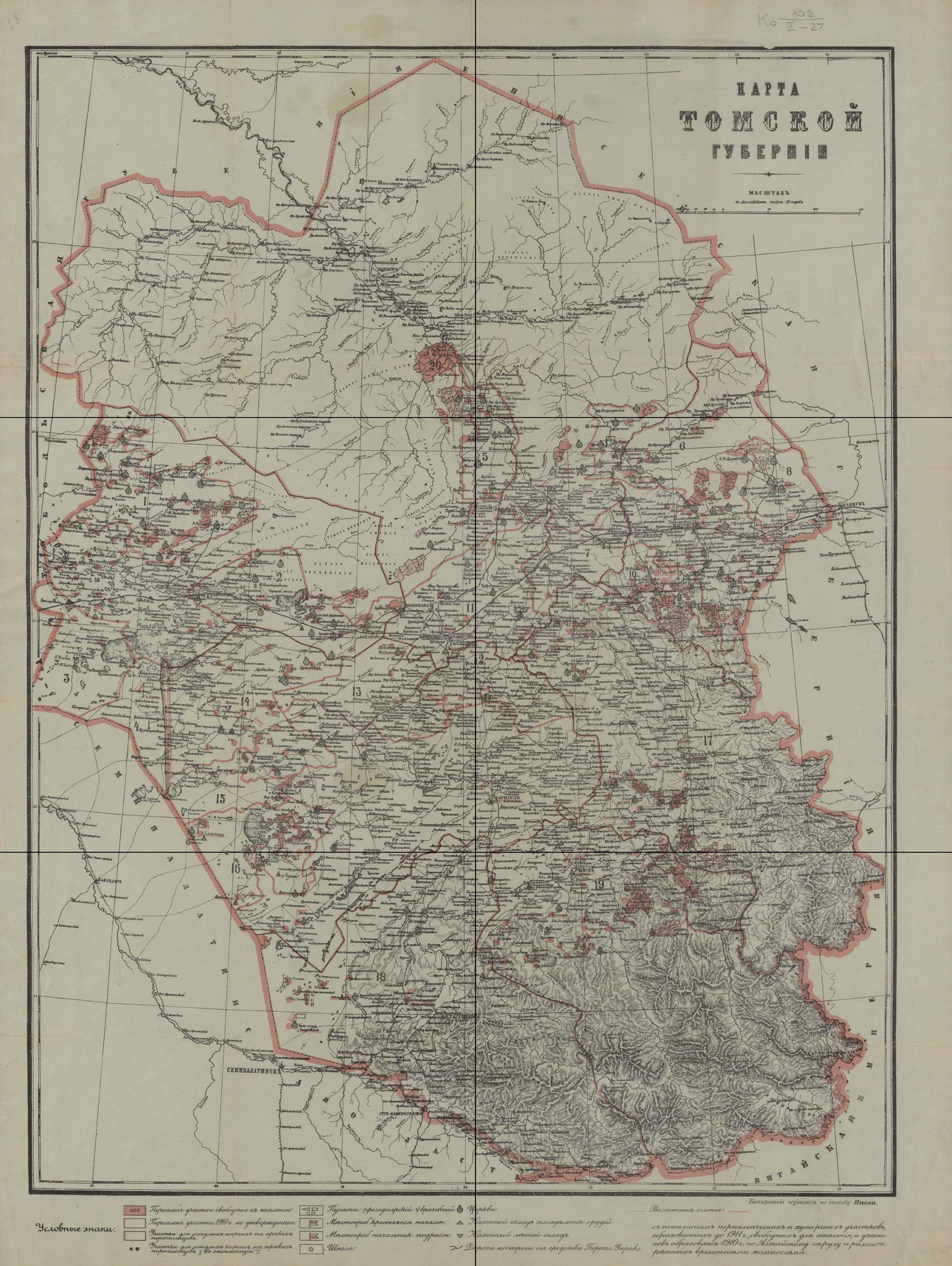
Карта Томской губернии, 1910

Топонимия Томской области — совокупность географических названий, включающая наименования природных и культурных объектов на территории Томской области.
Впервые топоним «Томская область» появился в 1782 году, когда в составе Тобольского наместничества (с 1796 года — Тобольская губерния) была выделена отдельная административно-территориальная единица с этим названием. В 1804 году была образована Томская губерния, существовавшая до 1925 года, когда она вошла в состав Сибирского края (с 1930 года — Западно-Сибирский край). Указом Президиума Верховного Совета СССР от 13 августа 1944 года была образована Томская область путём выделения из Новосибирской области части районов и бывшего Нарымского округа. С 1944 года название региона не менялось.

## История формирования
Топонимия региона обусловлена историей его освоения. Лингвисты выделяют в топонимии Западной Сибири несколько стратиграфических пластов: кетский — древнейший субстратный пласт; далее — южноселькупский (центр), восточнохантыйский (северо-запад), тюркский (юго-восток); последний по времени формирования — славянский (русский) пласт. При этом если в верховьях Енисея, Оби и Иртыша широко распространены южносамодийские топонимы, то в бассейне Томи, на Верхнем Чулыме и Нижнем Чулыме, в бассейне Иртыша, на Кети и Тыме, в районах Верхнего и Среднего Васюгана — кетские. Наряду с упомянутыми топонимическими слоями, топонимикон региона содержит и определённое количество топонимов палеосибирского либо палеоазиатского происхождения.
Освоение территории современной Томской области русскими началось в конце XVI — начале XVII веков (старейшим населённым пунктом области является село (ранее город) Нарым, основанный в 1596 году). Почти все поселения региона основаны переселенцами из Центральной России, поэтому славянский топонимический пласт является наиболее поздним по времени формирования. В наибольшей степени этот пласт представлен в ойконимии региона, семантическая структура которой традиционна для славянских топонимов (патронимы, природные, описательные, религиозно-культовые и идеологические топонимы советского периода).

## Состав
По состоянию на 16 декабря 2022 года, в Государственном каталоге географических названий в Томской области зарегистрировано 7166 названий географических объектов, в том числе 575 названий населённых пунктов. Ниже приводятся списки наиболее значимых природных объектов и крупнейших населённых пунктов Томской области с характеристиками их этимологии.

### Гидронимы
В Томской области насчитывается 18,1 тыс. рек, ручьёв и других водотоков, в том числе — 1620 рек протяжённостью более 10 км. Главной водной артерией является река Обь. Гидроним «Обь», вероятно, произошёл от иранского «аб, об» — «вода, река», на языке коми значение — «снежная вода».
Основные притоки Оби, впадающие в неё на территории Томской области:
- Томь — название происходит от кетского слова «тоом», которое лингвистами интерпретируется по-разному. Есть мнение, что оно означает «река», А. П. Дульзон его интерпретирует как «тёмный»[6].
- Чулым — удовлетворительного объяснения значения гидронима до настоящего времени не выработано. По оценке А. П. Дульзона, является заимствованным от селькупов либо тюркских народов, но происхождение от тюркского «чул» — «вода» неприемлемо, поскольку нет объяснения частицы «ым»[7].
- Чая — по оценке А. П. Дульзона, «Чая» тождественно гидрониму «Яя», возможно. в основе гидронима лежит тюркское слово «чай» (яй) — «лето», то есть «летняя река»[8].
- Кеть — гидроним связывают с эпонимом кеты, но, по оценке А. П. Статейнова, первичным мог быть топоним, то есть название «кеты» произошло от гидронима Кеть[9].
- Парабель — на картах XVIII века встречается вариант «Барабель». По оценке И. А. Воробьёвой, возможно, название происходит от тюркского «бараба» и южноселькупского суффикса, характерного для прилагательных — «л»[10].
- Васюган — от кетского «вас» («вайсс») и хантыйского «юган» — «река»[11].
- Тым — происходит от кетского «тоом» (см. также «Томь»)"[6].

В регионе — 95 тысяч озёр, крупнейшее озеро — Мирное (Парабельский район), происхождение названия не установлено.
Болота занимают 28,9 % территории региона, крупнейшее — Васюганское болото, название произошло от названия реки Васюган.

### Ойконимы
- Томск — от гидронима Томь.
- Кедровый — создан в 1980-х годах как базовый город нефтяников. Название получил, по-видимому, в силу природных особенностей местности (расположен в сосновом бору среди корабельных сосен).
- Стрежевой — название произошло от русского диалектного «стреж», «стрежень» — «крутой берег реки», «русло, быстрина, протока, стремнина». В момент основания города (1966 год) возникло предложение назвать его «Нефтеград», но в связи с существованием в СССР большого количества городов, названия которых начинались на «Нефте…», от этого решено было отказаться[12].
- Северск — в соответствии с Указом Президиума Верховного Совета РСФСР от 17 марта 1954 года, согласно которому все построенные для обслуживания предприятий атомной промышленности посёлки получили статус городов и названия, заводской посёлок комбината № 816 стал городом и обрёл официальное имя «Северск», однако большее распространение получило другое название — Томск-7[13].
- Александровское — до 1924 года называлось Нижне-Лумпокольское, происхождение этого топонима имеет несколько версий. Согласно одной, это южноселькупский топоним, означающий «гуси перевальных речек» (лон — гусь, поколы — перевальная речка)). По другой версии, это русско-хантыйский топоним, означающий «Нижняя идольская деревня» (лунк — дьявол, идол; пугль — деревня)[14]. 28 марта 1924 г. село Нижне-Лумпокольское переименовано в Александровское.
- Каргасок — от южноселькупского «карга» — «медведь» и «сок» — «мыс», то есть «медвежий мыс»[15].
- Парабель — от гидронима Парабель.
- Колпашево — согласно одной из версий, получил название в честь возможного основателя деревни казака Первуши Колпашника[16].
- Подгорное — до 1911 года именовалось «заимка Климентьевская» (д. Климентьевка, п. Клемантиха). Согласно бытующей легенде, документально не подтверждённой, название произошло от имени попа Климентия — якобы основателя заимки. В 1911 году переименовано в Подгорное[17]
- Молчаново — название получило от первых жителей села. С.Ремезов в «Чертёжной книге» 1701 года указывает жителей деревни Молчановых и Лавровых"[18].
- Кривошеино — названо по фамилиям первых жителей (село основано в XVII веке) — Кривошенина, Власова, Родина. Исторически закрепилось название Кривошеино[19].
- Мельниково — до 1938 года носило название Шегарское, в 1938 году переименовано в Мельниково.
- Кожевниково — названо по фамилиям первых жителей — Кожевниковых[20].
- Асино — название получил от станции Асино, которая, как утверждают старожилы, была названа в честь девушки — инженера-путейца[21].
- Первомайское — основано в 1600 году, первоначально называлось Пышкино-Троицкое (Пышкино-Троица)[22].
- Белый Яр — название дано по обрывистому берегу реки, где имеется белая глина[23].
- Тегульдет — от кетского «гуль» — «солёная вода» и «дет» — «река»[24].
- Зырянское — название дано переселенцами из Центральной России в XVI—XVIII веках в память об оставленном одноимённом селе[25].
- Бакчар — до 1931 года называлось «заимка Селивановых», в 1931 году переименовано в Бакчар от названия реки, протекавшей неподалёку[26].

### Дромонимы
- Северная широтная магистраль — получила название по месту прохождения — приблизительно вдоль 60-й параллели северной широты.

### Книги
- Воробьёва И.А. Язык Земли.О местных географических названиях Западной Сибири. — Новосибирск: Западно-Сибирское книжное издательство, 1973. — 152 с.
- Мурзаев Э.М. Словарь народных географических терминов. — М.: Мысль, 1984. — 653 с.
- Поспелов Е. М. Географические названия мира. Топонимический словарь / отв. ред. Р. А. Агеева. — 2-е изд., стереотип. — М.: Русские словари, Астрель, АСТ, 2002. — 512 с. — 3000 экз. — ISBN 5-17-001389-2.
- Статейнов А.П. Топонимика Сибири и Дальнего Востока. — Красноярск: Буква "С", 2008. — 512 с.

### Диссертации
- Камалетдинова, Зульфия Салихяновна. Тюрко-татарская географическая терминология и топонимия Томской области РФ : диссертация … кандидата филологических наук : 10.02.06. — Казань, 1997. — 182 с.
- Хисамов, Олег Ришатович. Тюрко-татарская географическая лексика Западной Сибири : ареальный аспект : диссертация … доктора филологических наук : 10.02.02 / Хисамов Олег Ришатович; [Место защиты: ГНБУ «Академия наук Республики Татарстан»]. — Казань, 2022. — 536 с. :